# أليسا بيترسون
أليسا بيترسون (بالإنجليزية: Alyssa Peterson)‏ هي جندية أمريكية، ولدت في 29 فبراير 1976 في غريلي في الولايات المتحدة، وتوفيت في 15 سبتمبر 2003 في تلعفر في العراق.